# Văn Dương Thành
Văn Dương Thành là nữ họa sĩ nổi tiếng của Việt Nam và Châu Á. Hiện cô đang sống và làm việc ở Stockholm, Thụy Điển và Việt Nam.

## Tiểu sử
Văn Dương Thành sinh tại xã Hòa Hiệp, huyện Tuy Hòa, tỉnh Phú Yên. Cha là ông Văn Gói, (1920-1960) là nhà Trí thức và cách mạng yêu nước, hi sinh năm 1960. Mẹ là bà Nguyễn Thị Xích (1920- 1995), người đã qua đời tại Sài Gon). Cô lớn lên ở Hà Nội và học mỹ thuật 12 năm tại Trường Đại học Mỹ thuật Hà Nội, sau đó Cô là cán bộ nghiên cứu tại Viện Nghiên cứu Văn Hoá từ năm 1982 đến năm 1987.

## Sự nghiệp
Được biết đến là một trong những họa sĩ nữ tài năng của Châu Á, Văn Dương Thành lớn lên ở Hà Nội và học 12 năm tại Đại học Mỹ thuật Việt Nam. Từ 1980 - 1987, bà từng nghiên cứu tại Viện Nghiên cứu Văn hóa, Bộ Văn hóa. Từ đó đến nay, bà sáng tác và dạy hội họa tại Thụy Điển và Hà Nội.
Các tác phẩm của Thành đã được Bảo tàng Mỹ Thuật Quốc gia Việt Nam sưu tập lần đầu tiên khi mới 20 tuổi. Kể từ đó, nhiều tác phẩm của bà đã được 16 Viện Bảo tàng Nghệ thuật Quốc gia trên thế giới sưu tập như: Việt Nam, Ấn Độ, Trung Quốc, Mông Cổ, Singapore, Ba Lan, Romania, Moldova, Tây Ban Nha và Thụy Điển. (Bảo tàng Nehru, Bảo tàng Dân Tộc Học Bắc Kinh, Bảo tàng Mỹ Thuật Singapore, Bảo tàng Dân Tộc Học Bucharest, Bảo tàng Mỹ Thuật Quốc Gia Cung Điện Iasi, Bảo tàng Friedrich Chopin, Staffanstorp Konsthall,...)
Qua 1.800 bức tranh và 85 cuộc triển lãm cá nhân, họa sĩ Văn Dương Thành đã truyền cảm hứng cho công chúng yêu nghệ thuật trong và ngoài nước. Bà là người Việt đầu tiên được tuyển chọn vào chương trình Nghệ Thuật đặc sắc quốc tế của CFM - Snecma của Mỹ - Pháp 2 lần vào năm 1995 và năm 1997 (International Excellence of Arts) và "Vinh Danh Đất Việt" 2007 tại Văn Miếu Quốc Tử Giám. Hội họa của Văn Dương Thành đã được sưu tập bởi nhiêu nhà sưu tập tranh uy tín quốc tế.
Nhiều sáng tác của bà được Nhà nước tuyển chọn làm quà tặng quốc gia cho các vị nguyên thủ: như Tổng thống Barack Obama, Tổng Thống Jimmy Carter, Thẩm phán Tòa án Tối cao Hoa Kỳ Ruth Bader Ginsburg và H.E. Phó Thủ Tướng Cộng Hòa Séc - Prince Karel Schwarzenberg, Chánh án tối cao Liên Bang Nga - Giáo sư,Tiến sĩ Vyacheslav M. Lebedev,…
Tháng 3/2018, bốn tác phẩm gốm của Thành đã được chọn làm tặng phẩm tới Ấn Độ và Bangladesh do Chủ tịch nước Trần Đại Quang trao tặng cho Viện bảo tàng Nehru và bà Cựu Thủ Tướng Sonia Gandhi.
Văn Dương Thành đã cống hiến hơn 50 tác phẩm cho ngoại giao văn hóa. Bà đã đồng tổ chức nhiều triển lãm chào mừng Quốc Khánh Việt Nam tại các nước châu Âu và châu Á.
Tại Hà Nội, bà đã sáng tác ba tác phẩm trên lụa, được Chủ Tịch Việt Nam chọn làm quà tặng cho Tổng thống Mỹ Donald Trump và Chủ tịch Triều Tiên Kim Jong-Un trong Hội Nghị APEC 27/2/2019, cũng như Nhân dịp công chúa Thụy Điển Victoria Desiree sang thăm Việt Nam 05/2019.
Tháng 10/ 2019, kỷ niệm 150 năm ngày sinh của thánh Mahatma Gandhi do Đại sứ quán Ấn Độ tổ chức, bà đã được mời sáng tác 3 bức chân dung và được Đại sứ Ấn Độ vinh danh tại Hà Nội.
Bên cạnh những sáng tác nghệ thuật, đại sứ văn hóa, họa sĩ Văn dương Thành luôn tích cực đồng hành cùng các hoạt động từ thiện trong 6 năm qua. Bà đã tặng trên 30 bức tranh của mình để đấu giá gây quỹ Học bổng cho sinh viên nghèo, hỗ trợ các trung tâm nuôi dưỡng trẻ mồ côi và khuyết tật, xây nhà tình nghĩa.
Đặc biệt trong chương trình hòa nhạc quốc tế "Ngắm nhìn Thế Giới" vào ngày 16/10/2019 tại Nhà Hát Lớn Hà Nội, Văn Dương Thành đã tặng toàn bộ số tiền bán đấu giá 3 tác phẩm mới để phẫu thuật cho các bệnh nhi Thiện Nhân và những người bạn để giúp các em tìm lại nụ cười và niềm tin cuộc sống.
Ngày 10/03/2020, Nhân dịp 70 năm quan hệ ngoại giao giữa hai nước Việt Nam-Rumani, họa sĩ Văn Dương Thành đã cùng Đại sứ Rumani khai mạc triển lãm tranh Các bậc thầy Rumani thế kỉ XIX và tranh Văn Dương Thành tại Trung tâm Triển lãm Viện Nghiên Cứu Văn Hóa Nghệ Thuật.
Ngày 15-16/05/2020, kỷ niệm 100 năm Bùi Xuân Phái và Văn Dương Thành đã cùng với gia đình con cháu thành lập quỹ Khuyến Học Văn Gói, trao tặng gần 100 học bổng và 500 quà tặng hiện vật cho các học sinh nghèo vượt khó ở Phú Yên.
Cuối năm 2020, bà được mời triển lãm tranh tại bảo tàng dân tộc học Bucharest và Bảo Tàng Quốc Gia Puskin ở Mát cơ va.
Cuối năm 2020, cùng với AmCham Gây quỹ học bổng cho sinh viên tài năng Việt Nam.

## Tác phẩm
Tác phẩm của cô còn được trưng bày thường xuyên tại toà nhà Chương trình Phát triển Quốc tế Thụy Điển, Bảo tàng Mỹ thuật Staffanstorps và tại tòa thị chính Kristianstad, Eslöv, Vimmerby, Västervik và Oskarshamn. Cô được xem là Đại sứ văn hóa của Việt Nam.
Các tác phẩm của Văn Dương Thành đã được triển lãm tại Viện Bảo Tàng Mỹ thuật Quốc gia lần đầu tiên khi cô mới 20 tuổi. Kể từ đó, cô đã được mời tham gia rất nhiều cuộc triển lãm quốc tế. Các tác phẩm của họa sĩ được sưu tập và trưng bày ở nhiều công trình lớn của các nước như: Viện Bảo Tàng Mỹ thuật Việt Nam, Viện Bảo Tàng Mỹ thuật Singapore, Bảo tàng Dân tộc học, Ủy ban nhân dân thủ đô Hà Nội, Sofitel Central Bangkok, Sofitel Metropole Hanoi, Trung tâm Văn hoá Tây Ban Nha, D.I.C Star Hotell,Việt Star Bank và Techcombank.

## Giải thưởng
Văn Dương Thành đã được tặng nhiều giải thưởng mỹ thuật trong đó có giải thưởng cao quý "Nghệ thuật kiệt xuất quốc tế" của CFMI, USA – France 1995 và 1997, "Vinh danh Đất Việt" năm 2007 tại Văn Miếu Quốc Tử Giám và "Top 50 Quyền năng Phái đẹp Việt 2011".

## Những triển lãm chính
- 1980 - 90 Viện Bảo Tàng Mỹ thuật VN
- 1990 - Viện Bảo Tàng Mỹ thuật, Thành phố Hồ Chí Minh
- 1992 - Gallerie La Maison du Vietnam, Paris
- 1993 - Đại Hộc Mỹ thuật Silpakorn, Thailand
- 1995 - Gallery Quốc gia, Thailand
- 1995 - World Trade Center, Singapore
- 2000 - Bảo Tàng Mỹ thuật Staffanstorps, Thuỵ Điển
- 2002 - Galerie La Vong, Hong Kong
- 2003 - Goethe Institute, Hamburg
- 2004 - Gallery St. Croix, USA
- 2005 - Bảo Tàng Dân tộc Học Việt Nam
- 2006 - Trung tâm Triển Lãm, Hội Mỹ thuật VN
- 2007 - L’Espace, Trung tâm Văn Hoá Pháp, HN
- 2008 - Đồng Sơn Drum Foye, Hà Nội
- 2009 - Sofitel Plaza Hotel, Hà Nội
- 2009 - Trường Đại học Quốc tế Nguyễn Trãi, HN
- 09/2011 - Hayatt Hotel, Warsaw
- 09/2011 - Painting in Chopin Museum
- 2010 - Melia Hà Nội
- 2010 - VinaCapital Đại Phước Lotus Island
- 2011-2012 - UNDP Hà Nội
- 08/2011 - Museum Asian & Pacific, Warsaw
- 09/2011-Múseum Siénce Íntitute, Warsaw
- 11/2010 - Rex Hotel Saigon
- 03/2012 - "Melody of Spring" HSBC Hà Nội & HCM
- 04 - 06/2012 VinaCapital Đại Phước Lotus Island
- 2012 -2015 Lang Que, tai U.N.D.P Hanoi
- 2013-2014 tai Ẻuropien cònfference hall, toa nha Pacific Place, Ha Noi
- 2014 Huong Que Viet o toa dinh thu Dai su Viet nam o Stockholm
- 20/07/2014, Trien lam Mua Mua Ha, atelier Van duong Thanh, tay Ho, Ha Noi
- 2021 - V-ART Space
- 2022 - Ponny&Iris Gallery - HCM City
- 3/2023 - Viet Nam Fine Art Museum
- 3-5/2024 - V-ART space - Hanoi
- 6/2024 - Van Duong Thanh Art Museum

## 2023
I. News from Korea
1.1 Maeil Business Newspaper (매일경제)
베트남 국민화가 ‘반두옹탄’ 대전서 만나다 - 매일경제 (mk.co.kr)
1.2 Daejonilbo Newspaper (대전일보)
베트남 국민화가 반두옹탄 "예술엔 국경 없고, 그림은 번역 불필요한 색과 선의 언어" < 전체 < 사람들 < 기사본문 - 대전일보 (daejonilbo.com)
1.3 Chungcheong Today Newspaper (충청투데이)
베트남 국민화가 반두옹탄 “작품서 느낄 수 있는 힘 전달하고파” < 공연/전시 < 문화 < 기사본문 - 충청투데이 (cctoday.co.kr)
II. TV from Korea
2.1 TJB NEWS
(776) '대전에서 만나는 베트남 국민화가'..제9회 대전국제아트쇼｜ TJB 대전·세종·충남뉴스 - YouTube
2.2 Daejeon MBC News (대전 MBC 뉴스)
(776) 대전국제아트쇼 개막..국내외 유명작가 작품 4천여 점 출품/대전MBC - YouTube
2.3 CAMTV
(776) 2023대전국제아트쇼 개막식 - YouTube
III. News from Vietnam
3.1 vietnamnet.vn
Hoạ sĩ Văn Dương Thành dự triển lãm nghệ thuật quốc tế tại Hàn Quốc (vietnamnet.vn)
3.2 vietnamplus.vn
Nữ họa sỹ Văn Dương Thành tham gia triển lãm nghệ thuật quốc tế tại Hàn Quốc | Vietnam+ (VietnamPlus)
3.3 baomoi.com
Truyền thông Hàn Quốc đưa tin về họa sĩ Văn Dương Thành - Tạp chí Trẻ em Việt Nam (baomoi.com)
3.4 baoquocte.vn
Tranh của họa sĩ Văn Dương Thành gây ấn tượng tại Triển lãm nghệ thuật quốc tế Daejeon 2023 (baoquocte.vn)
IV. TV from Vietnam
4.1 Quochoitv
Sắc màu Việt Nam thu hút công chúng Hàn Quốc (quochoitv.vn)

## Melodies of the Golden Cranes (Van Duong Thanh Fine Art Museum)
Exhibition by Van Duong Thanh
Translated in 3 languages: Vietnamese, Korean, German
11/2023, Daejeon International Art Center
11/2024, Hakgojae Art Gallery, Seoul
2024, Kulterra Gallery Bucharest Romania
09/2024 Muzeul National AI Satului - Dimitrie Gusti
Contact: art@vanduongthanh.com
www.vanduongthanh.com
+84(0) 98 299 3790